# Воскресенки (Серпуховский район)
Воскресенки — деревня в Серпуховском районе Московской области. Входит в состав Данковского сельского поселения (до 29 ноября 2006 года входила в состав Арнеевского сельского округа).

## Население
| 2002 | 2006 | 2010 |
| ---- | ---- | ---- |
| 1    | ↗4   | ↗7   |

## География
Воскресенки расположены примерно в 21 км (по шоссе) на северо-восток от Серпухова, на безымянном ручье, правом притоке реки Речма (левый приток Оки), высота центра деревни над уровнем моря — 176 м.

## Современное состояние
На 2016 год в деревне зарегистрирована 1 улица — Полевая
2 садовых товарищества. Воскресенский в селе существовал до XVI века, был заброшен после Смутного времени. В 1907 году была построена часовня, не сохранившаяся до наших дней.